# Franco Gallarotti
Franco Gallarotti (Gorizia, 19 ottobre 1924 – Gorizia, 8 gennaio 2018) è stato un politico italiano.

## Biografia
Nato a Gorizia nel 1924, è stato per molti anni presidente dell'Associazione Giovanile Italiana, movimento di natura patriottica. Eletto nel consiglio comunale goriziano, nel 1956 è stato nominato assessore alle finanze, mentre dal 1961 ha ricoperto la carica di vicesindaco durante l'amministrazione di Luigi Poterzio. Alle dimissioni di quest'ultimo, avvenute nel mese di gennaio 1964, viene eletto sindaco di Gorizia il 31 dello stesso mese, rimanendo in carica fino al 2 ottobre 1965.
È morto l'8 gennaio 2018 all'età di novantatré anni.